# Cabaret Voltaire (groupe)
Pour les articles homonymes, voir Cabaret Voltaire (homonymie).
Cabaret Voltaire est un groupe britannique  de musique industrielle, originaire de Sheffield, Yorkshire, en Angleterre. Outre l'industriel, le groupe se démarque également dans d'autres genres musicaux, notamment l'électrofunk, la techno et l'IDM. Il est actif entre 1974 et 1994, puis entre 2009 et 2021.
Empruntant son nom au café dadaïste Cabaret Voltaire, situé à Zurich, le groupe de Sheffield s'inspire à ses débuts, comme de nombreux groupes classés « musique industrielle » (SPK, Throbbing Gristle, Leather Nun, Non, Clock DVA), de thèmes dominés par les violences politiques, économiques et sociales connues par les anciennes villes du primaire et du secondaire dès la fin de la seconde guerre (l'histoire de Sheffield est liée à la production de l'acier).
Le groupe tel qu'il existe entre 1973 et 1994 n'a effectué que peu de passages en France[réf. nécessaire] : en résidence au Gibus Club à Paris en avril 1979, puis en novembre (où il est notamment passé aux 120 Nuits à Paris) et décembre (aux Transmusicales de Rennes) de l'année 1983.
Après Cabaret Voltaire, Richard H. Kirk comptera parmi les figures emblématiques du « son de Sheffield » tel que l'établit le label Warp Records. Kirk a publié un grand nombre d'albums solo, parfois sous son propre nom et parfois sous un nombre important de pseudonymes (parmi les pseudos les plus importants : Sandoz et Electronic Eye). 
Il réactive Cabaret Voltaire (sous la forme d'un projet solo) en 2014 pour le festival Berlin Atonal et donne plusieurs concerts dès lors avec un rare passage en France au Positive Education festival à Saint-Etienne, ville au passé industriel proche de Sheffield. Un album est produit et sort en 2020, suivi de quelques EPs en 2021. Kirk décède la même année, précipitant la fin de Cabaret Voltaire.
En mai 2025, afin de commémorer les cinquante ans d'existence du groupe et de rendre hommage à Richard Kirk, Stephen Mallinder et Chris Watson annoncent se reformer sous le nom Cabaret Voltaire afin de donner une tournée de concerts.

## Histoire

### Ère industrielle (1974–1982)
Le groupe est formé en 1974, ou 1973 selon les sources, et emprunte son nom au café dadaïste Cabaret Voltaire, situé à Zurich, en Suisse. Le groupe s'inspire non seulement du mouvement dadaiste, et de sa créativité instinctive, mais aussi de Brian Eno, et de son idéologie selon laquelle n'importe qui peut devenir musicien, sans forcément maîtriser un instrument, dans la foulée de l'apparition des premières machines, enregistreurs à bandes, et synthétiseurs. Le groupe fait ses premières armes avec une musique plutôt industrielle et distordue, composée dans l'ombre du grenier de Chris Watson, réaménagé en loft, et en antre de création. De duo, formé par Watson et Richard Kirk, il devient un trio, avec l'arrivée de Stephen Mallinder. Témoignage de cette période embryonnaire, la compilation Attic Tapes, 1974-76 est sortie sur le label Industrial Records en 1978. Tous les titres sont composés par Cabaret Voltaire, avec des modulateurs et des oscillateurs bon marché, de manière à transformer le son. Dans la somme de référence sur le post-punk, Rip it Up, écrite par le journaliste musical Simon Reynolds, on apprend, à ce sujet, que le groupe « ne voulait laisser aucun son non traité », et que le trio sillonnait les rues de Sheffield, tard dans la nuit, pour diffuser leurs sons et faire peur au quidam.  
Le 13 mai 1975, le groupe donne son premier concert au Sheffield Students Union Refectory. Le concert se termine en émeute, le groupe est encore totalement incompris par ses pairs et le public. Stephen Mallinder en parle ainsi dans une interview donnée à The Guardian : "Oui, il y a eu une sorte d'émeute, et j'ai terminé la soirée à l'hôpital, mais c'était génial. Ce concert, c'était le début de quelque chose de nouveau car aucune autre performance de ce style n'avait encore eu lieu à Sheffield avant la nôtre. C'était en quelque sorte notre propre ground zero". 
En 1978, Cabaret Voltaire apparaît sur FAC-2 - A Factory Sample, qui est techniquement un double mini 33 tours. Il s'agit du premier disque sorti par le label Factory Records dont la pochette papier sous plastique transparent est signée Peter Saville. Cabaret Voltaire occupe une face (produite par eux-mêmes), les autres groupes présents étant Joy Division, The Durutti Column et John Dowie.
Plus tard la même année, le groupe signe finalement sur le label Rough Trade et commence à enregistrer de nouveaux morceaux expérimentaux. Le groupe publie son premier album studio, Mix-Up, en 1979, sur le label Rough Trade/Mute Records. L'album est produit et enregistré par eux-mêmes dans leur propres studios Western Works entre juillet et août de cette même année. Tous les titres sont composés par Cabaret Voltaire sauf No Escape et Photophobia. Il fait participer Haydn Boyes-Weston à la batterie. L'EP Nag Nag Nag sort la même année chez Rough Trade/Celluloïd ; tous les titres sont composés par Cabaret Voltaire et produits par Geoff Travis et Mayo Thompson. Les photos de couverture du disque sont prises lors du concert du groupe au Gibus Club à Paris, en avril 1979, par Richard Waters.
En 1980, le groupe sort son premier album live, Live at the YMCA. Sorti sur le label Rough Trade Records, cet album est produit et enregistré aux studios Western Works entre juillet et août 1979. Tous les titres sont composés par le groupe sauf Here She Comes Now de Lou Reed et No Escape de Sky Saxon, Reeder et Laurence. Ce live est enregistré par Scott Pearing sur un enregistreur cassette. La même année sort The Voice of America, leur deuxième album studio, chez Rough Trade, produit et enregistré par eux-mêmes toujours au Western Works Studio de Sheffield, entre mars et avril 1979. Il fait participer Haydn Boyes-Weston à la batterie. The Voice of America atteint la troisième place des charts britanniques indépendants. Toujours en 1980, le groupe publie l'EP Three Mantras, produit et enregistré à Western Works, à Sheffield, en janvier 1980. Tous les titres sont composés par Cabaret Voltaire, et font participer John Clayton à la batterie et de Jane pour un enregistrement du marché de Jérusalem.
Leur troisième album studio, Red Mecca, est publié en 1981, toujours chez Rough Trade/Mute. Il est enregistré à Western Works, à Sheffield, en mai 1981, et reprend les codes des précédents, avec l'apport notable de cuivres et d'instruments à vent. Chris Watson quitte le groupe à la fin de l'année 1981, et devient ingénieur du son pour la télévision et la radio. Il continue d'exercer ce métier depuis mais n'a pas abandonné sa carrière de musicien. Il rejoint le projet expérimental Hafler Trio (en) en 1982, qu'il finit par quitter en 1987. Il publie depuis et ce de manière encore très régulière des albums de field recordings (le plus souvent sous son propre nom). 
Avant son départ, Watson collabore avec Kirk et Mallinder sur trois morceaux (dont le single "Yashar") d'un projet de quatrième album studio, 2x45, qui est produit et enregistré à Western Works, à Sheffield. L'album est coproduit par les membres du groupe et Phil Bush, puis publié en mai 1982. Cet album tient son nom de son format d'origine, c'est-à-dire deux EP 45 tours vinyles. C'est également un album de transition, le groove se fait plus présent et le côté funky du groupe commence peu-à-peu à apparaître. 2x45 atteint la 98e place des charts britanniques.

### Ère électronique (1983–1987)
L'ère électronique marque la période durant laquelle le groupe mélange musique industrielle, musique électronique plus conventionnelle, synthpop et électrofunk. C'est la période la mieux renseignée et la plus connue du groupe. Sous forme de duo et accompagné en live par un batteur, Cabaret Voltaire connaît pendant cette période un certain succès d'estime avec des albums comme Micro-Phonies ou The Covenant, The Sword and The Arm of the Lord.
Sorti sur le label Some Bizzare Records, leur cinquième album, The Crackdown, est publié en 1983, et produit et enregistré aux Trident Studios de Londres entre juillet et août 1982 par Cabaret Voltaire et Flood. Il est le premier album du groupe à distiller la dimension brute et industrielle dans des morceaux de nature plutôt électrofunk. The Crackdown atteint la 31e place des charts britanniques. Cet album est accompagné dans sa version vinyle 33 tours originale d'un EP maxi 45 tours nommé Doublevision.
L'album qui suit, intitulé Micro-Phonies, est publié en 1984 sur Virgin Records et Some Bizzare ; l'album est de nouveau produit et enregistré à Western Works, à Sheffield, entre février et mars 1984 par Cabaret Voltaire et Flood. Tous les titres sont composés par Cabaret Voltaire (Kirk et Mallinder). Dans cet album, Richard H. Kirk est à la guitare et aux claviers, Stephen W. Mallinder à la basse et au chant. Micro-Phonies atteint la 69e des charts britanniques.
The Covenant, the Sword and the Arm of the Lord (1985 ; 57e des charts britanniques) sort aussi sur Virgin Records et Some Bizzare, et renoue avec le côté plus abrasif des toutes premières productions, tout en gardant le style des deux productions électro précédentes. Pour l'album qui suit, intitulé Code, le groupe signe un contrat de distribution avec EMI/Parlophone en 1986, et le publie en 1987. Il est produit et enregistré à Western Works, à Sheffield en 1987 par Cabaret Voltaire et Adrian Sherwood. Tous les titres sont composés par Cabaret Voltaire (Kirk et Mallinder). Cet album marque une prise de position vers une électro plus dansante et beaucoup moins industrielle qu'auparavant. 
C'est pendant cette période que Mallinder et Kirk sortent également des albums en solo. Citons l'album Pow Wow pour Mallinder (sorti en 1984) et un certain nombre d'albums pour Kirk (Disposable Half Truths en 1981, High Time Friction en 1983, Black Jesus Voice et Ugly Spirit en 1986).
Quittant le label Virgin, Cabaret Voltaire signe un nouveau contrat chez EMI/Parlophone qui leur permet de travailleur avec le producteur Adrian Sherwood, célèbre fondateur du label On-U Sound (en). Ces travaux prennent la forme de l'album Code, qui sort en octobre 1987. Les critiques considèrent ce disque comme leur plus accessible. C'est également à cette période que le duo décide d'arrêter de donner des concerts, laissant le temps à Richard Kirk de travailler en solo ou en collaboration avec Peter Hope (l'album Hoodoo Talk de 1987).

### Ère techno (1988–1994)
L'ère techno marque la période durant laquelle le groupe s'adapte au style dominant de la musique électronique de ce début de décennie 1990. Toujours sous la forme d'un duo, cinq albums et plusieurs EP sont publiés pendant cette période. Les sons de ces albums varient entre techno, house, tech house, bleep et Intelligent dance music (IDM).
Sorti chez EMI/Parlophone en 1990, l'album Groovy, Laidback and Nasty est produit et enregistré à Western Works/Sheffield ainsi qu'à Chicago en 1989, par Cabaret Voltaire, Marshall Jefferson, James Reynolds, Robert Gordon et Mark Brydon. Tous les titres sont composés par Cabaret Voltaire (Kirk et Mallinder). Cet album marque l'entrée de Cabaret Voltaire dans la house music, le groupe s'incluant totalement et pour la première fois dans un mouvement musical qui lui est contemporain. La version CD comprend en piste bonus le morceau Rescue Me (City Lights). Le groupe donne quelques concerts en Angleterre et en Europe de l'Est mais abandonne la tournée faute de ventes.
Après la sortie et l'échec commercial de Groovy, Laidback and Nasty, le groupe est remercié par EMI. Le duo parvient ensuite à attirer l'intérêt du label belge Les Disques du Crépuscule, sur lequel ils sortent l'album Body and Soul en 1991. Tous les titres sont composés par Cabaret Voltaire (Kirk et Mallinder). Cet album est largement influencé par la scène tech house et bleep très populaire dans les milieux de la musique électronique d'alors. C'est également le dernier album sur lequel figure au chant Stephen Mallinder. La version CD comprend en pistes bonus les morceaux Don't Walk Away, Alien Nation Funk et What Is Real (Dreamtime Mix).
Cabaret Voltaire donne ensuite ses ultimes concerts sous la forme d'un duo entre l'été et l'automne 1992 dans une tournée de dates anglaises dont le passage au Town & Country Club de Londres sera filmé, permettant tout de même de se faire une idée d'à quoi pouvait ressembler une performance du groupe lors de cette période.
La même année 1992 paraît Plasticity, un album entièrement instrumental qui fait basculer le son du groupe vers l'Intelligent dance music (IDM). Il sera suivi l'année suivante par un autre disque instrumental, aux sonorités plus house cette fois, titré International Language. 
En 1994 paraît le dernier album de Cabaret Voltaire en tant que duo. The Conversation, album double qui fait la synthèse des travaux du groupe depuis 1992, demeure peut-être également l'album le plus expérimental du projet depuis le milieu des années 1970. Instrumental toujours, c'est un disque qui évoque là encore la scène IDM foisonnante en Angleterre à cette époque (Aphex Twin, Autechre, Plaid...). Le disque est très bien reçu par la critique, mais le groupe ne donnera plus de concerts, préférant même se dissoudre.

### Séparation, projets en solo, rééditions (1994–2024)
Richard Kirk n'attends pas la fin de Cabaret Voltaire pour développer une impressionnante carrière solo, sous son propre nom ou sous des pseudonymes très variés, les plus connus étant certainement Sweet Exorcist ou Sandoz. Il publie des albums de manière régulière jusqu'à la fin des années 2000.
Après la dissolution de Cabaret Voltaire en 1994, Stephen Mallinder met en pause sa carrière dans la musique. Il apparaît cependant sur quelques albums, jouant par exemple de la basse en 2003 pour le premier album de Shaun Ryder (chanteur des Happy Mondays), Amateur Night In The Big Top. En 2009, il rejoint Wrangler, groupe composé de  Benge (en) (ex-John Foxx and The Maths) et de Phil Winter. C'est au sein de ce nouveau groupe que Mallinder sort en 2014 un album de musique électronique expérimentale (proche de l'ère industrielle de Cabaret Voltaire) nommé L.A Spark. Afin d'assurer la promotion de cet album, Wrangler assure quelques rares concerts pendant lesquels est interprété au moins un morceau de Cabaret Voltaire (souvent Crackdown, Nag Nag Nag ou encore Sensoria).
En septembre 2016, Wrangler sort un deuxième album aux sonorités plus pop, White Glue. En 2018, le groupe Wrangler se lie avec le chanteur John Grant pour créer un nouveau groupe, Creep Show, dont Mallinder assume la position de chanteur aux côtés de Grant. Leur album Mr.Dynamite sort le 16 mars 2018 chez Bella Union (le label de l'ex Cocteau Twins Simon Raymonde). L'année suivante, alors que Wrangler annonce la sortie d'un troisième album pour 2020 titré A Situation, Stephen Mallinder sort à l'automne son premier album solo depuis Pow-Wow (1984), titré Um Dada, il sort chez Dais Records le 11 octobre 2019. Son troisième album solo, Tick Tick Tick sort le 15 juillet 2022 chez Dais Records également.
Certains des albums abstract du groupe datant des années 1970 sont réédités en coffret trois disques sous le titre de Methodology ’74/’78, publié par Mute Records en 2002. Les labels Mute et Rough Trade en profitent également pour rééditer la plupart des albums de Cabaret Voltaire, en CD ou en vinyle, tout au long des années 2000 et 2010.

### Le Cabaret Voltaire de Richard Kirk (2009–2021)
De sa seule entreprise, Richard Kirk fait revivre le nom du groupe en 2009 avec la sortie en Nouvelle-Zélande de l'album Kora! Kora! Kora! du groupe Kora. Cabaret Voltaire revient finalement, cette fois de manière officielle, en 2014, lors du festival Berlin Atonal. Le « groupe » ne se constitue désormais que du seul Richard H. Kirk, contrôlant les séquenceurs et jouant uniquement de nouveaux morceaux. Il a notamment joué le 24 mai 2015 à la Grande Halle de la Villette dans le cadre du festival Villette sonique mais également au festival Positive Education de Saint-Étienne le 11 novembre 2016. Kirk continue de nourrir ses projets solos (il sort l'album Dasein sous son nom propre en 2017) tout en se servant de Cabaret Voltaire comme d'un alias live. Il a ainsi, entre 2014 et 2019, effectué une vingtaine de concerts dans différents pays d'Europe.
En 2020, Richard Kirk sort un nouvel album sous le nom Cabaret Voltaire. C'est Shadow Of Fear, composé de morceaux joués live depuis 2014 et donc plutôt bien accueilli par la critique. Cette sortie est rapidement accompagnée par deux autres albums de musique expérimentale de style drone, Dekadrone et BN9Drone.
Richard Kirk décède le 21 septembre 2021 à l'âge de 65 ans, précipitant à priori la fin de l'existence de Cabaret Voltaire.

### Le Cabaret Voltaire de Stephen Mallinder et Chris Watson (2025)
Le 13 mai 2025, soit le cinquantième anniversaire du tout premier concert du groupe, le Festival Sensoria (en), qui se tient tous les ans à Sheffield, annonce un concert exceptionnel de Cabaret Voltaire pour le 25 octobre de la même année. Le groupe sera reformé pour l'occasion par les deux membres survivants, soit Stephen Mallinder et Chris Watson.
Le concert est rapidement sold-out. Mallinder annonce par la suite sur ses réseaux sociaux une petite tournée de quatre dates à travers la Grande-Bretagne pour le mois de novembre 2025. Dans une interview donnée à The Guardian, Mallinder annonce que les concerts seront composés principalement d'une quinzaine de morceaux de la grande époque du groupe, sélectionnés entre 1978 et 1990, entrelacés d'une succession de field recordings enregistrés par Watson. Mallinder précise également avoir réarrangé pour l'occasion les morceaux d'origines pour les jouer en live en compagnie de Benge, collègue de Mallinder au sein de Wrangler, mais aussi d'Eric Random, ami du groupe dans les années 1970 et 1980 (il joue avec Cabaret Voltaire lors du one shot The Pressure Company, groupe dont la seule performance est disponible en album live).

## Membres
- Richard H. Kirk - guitare, claviers, chant (ou voix) (1974–1994, 2014–2021)

- Stephen W. Mallinder - chant (ou voix), basse, claviers (1974–1994, 2025)
- Christopher Richard Watson - claviers, chant (ou voix) (1974–1981, 2025)